# Heinrich Krug (Politiker)
Heinrich Krug (* 13. Dezember 1862 in Obernkirchen; † 10. Februar 1950 in Stadthagen) war ein deutscher Unternehmer und Politiker.

## Leben
Krug absolvierte eine Tischlerlehre, die er mit der Gesellenprüfung abschloss. Im Anschluss arbeitete er als Tischlergeselle in Stadthagen. Er machte sich später selbständig und betrieb seit 1918 eine eigene Möbelfabrik mit angeschlossenem Geschäft.
Bei der Landtagswahl 1925 wurde Krug über die Einheitsliste, bestehend aus DVP, DNVP und Landbund, als Abgeordneter in den Landtag des Freistaates Schaumburg-Lippe gewählt, dem er bis 1928 angehörte.
Heinrich Krug war verheiratet. Er hatte fünf Söhne und vier Töchter.